# Rotunde Heilig Kreuz

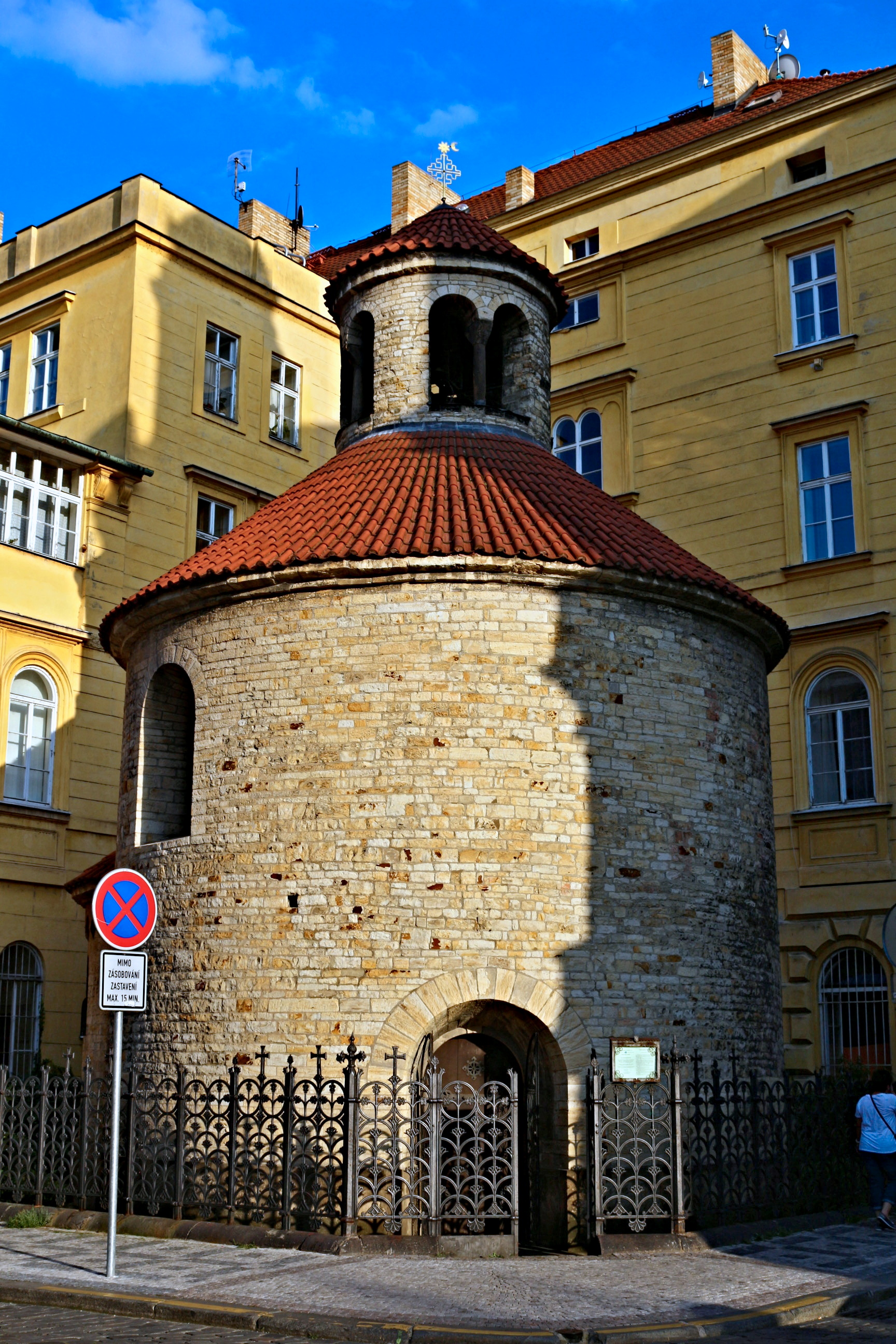
Heilig-Kreuz-Rotunde

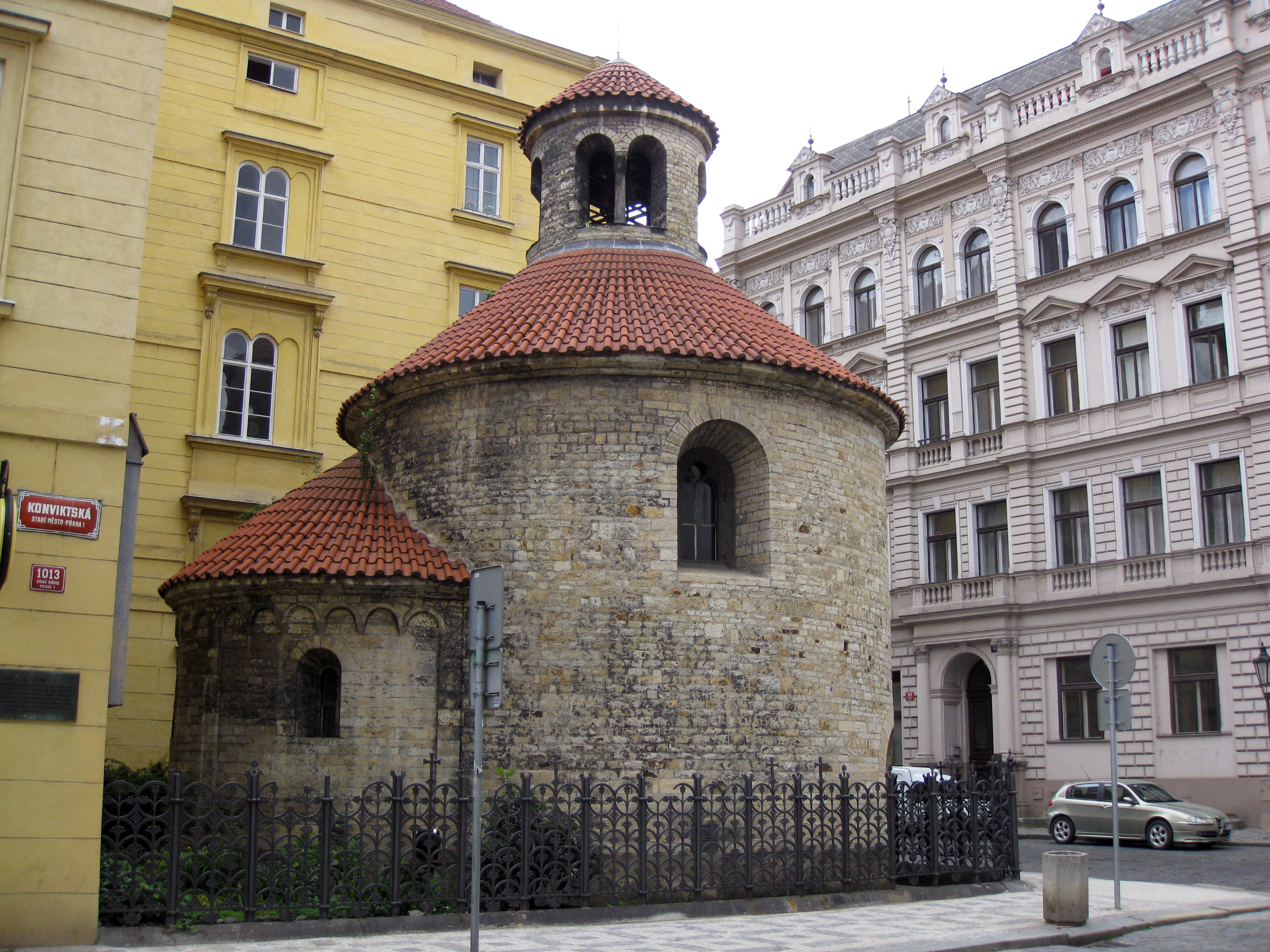
Rotunde mit Apsis

Die Rotunde der Auffindung des Heiligen Kreuzes (tschechisch Rotunda svatého Kříže Menšího) ist ein romanisches Kirchengebäude in der Prager Altstadt. Sie wird heute von der Altkatholischen Kirche für liturgische Zwecke genutzt.

## Geschichte
Ihre Erbauung in der Prager Altstadt dürfte auf das Ende des 11. bis Anfang des 12. Jahrhunderts anzusetzen sein. Der Legende nach entstand die Kirche an der Stelle eines Teiches, in den in heidnischer Zeit die Leiche einer gekreuzigten jungen Frau, die sich gegen den Willen ihrer Eltern zum Christentum hatte bekehren lassen, entsorgt wurde. Der Bau könnte zunächst einem Altstädter Anwesen als Privatkapelle gedient haben. Die erste schriftliche Erwähnung der Rotunde stammt aus dem Jahre 1365, als sie bereits den Charakter einer Pfarrkirche besaß. Zur Kirche gehörte früher ein Kirchhof mit Pfarrhaus, das schon während der Hussitenkriege einging. 1625 fiel das Gotteshaus in den Besitz des Altstädter Dominikanerklosters.  
Durch die Josephinischen Reformen wurde der Sakralbau 1784 profaniert und danach als Lagerraum genutzt. 1860 konnte ein drohender Abriss verhindert werden. Nach dem Übergang in städtischen Besitz wurde die Rotunde von 1862 bis 1865 vom Architekten Ignác Ullmann kostenlos instand gesetzt. Bei Renovierungsmaßnahmen von 1977 wurden Reste des ursprünglichen Ziegelbodens aus dem 13. Jahrhundert und an den Innenwänden gotische Wandmalereien, darunter ein Fresko der Heiligen Drei Könige aus dem 14. Jahrhundert, wiederentdeckt.

## Ausstattung
Der Altar wurde in der zweiten Hälfte des 19. Jahrhunderts von Bedřich Wachsmann entworfen. Die Wandgemälde schuf Peter Meixner. Das Gitter gestaltete Josef Mánes.